# ناخن خوردن

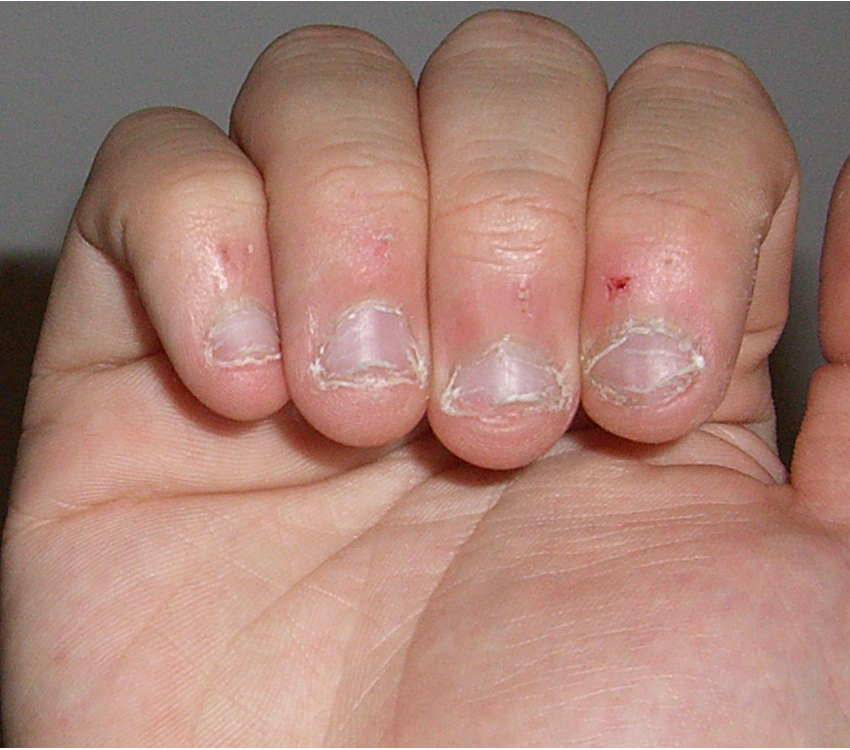
خوردن ناخن

خوردن ناخن یکی از عادات در کودکان و نوجوانان و گاه بزرگسالان است که علاوه بر این که زیبایی ظاهر ناخن از بین می‌برد، باعث ایجاد بیماری گوارشی نیز می‌شود.

## دسته بندی
خوردن ناخن جزو یکی از اختلالات کنترل عصبی دسته بندی می‌شود.

## علائم
نوک انگشتان خورده شده گاهی نسبت به درد حساس می‌شود. بخصوص در محلی که پوست به ناخن‌ها می چسبد.

## عوارض
- با توجه به اینکه پوست نوک انگشت زخمی می‌شود، احتمال انتقال باکتری‌های زیر ناخن به داخل پوست وجود دارد
- ممکن است موجب بیماری‌های ویروسی ناخن مانند چرک یا تبخال ناخن شود.
- می‌تواند موجب انتقال کرمک‌ها از ناحیه مقعد به دهان شود.
- خوردن ناخن با بیماری‌های لثه نیز در ارتباط است.
- در صورت قورت دادن ناخن‌های کنده شده، احتمال رخداد بیماری‌های گوارشی نیز وجود دارد.
- در صورتی که خوردن ناخن‌ها چند سال طول بکشد، می‌تواند باعث تغییر فرم ناخن‌ها شود.

## درمان
درمان در این بیماری عصبی شامل جایگزین کردن یک عادت بهینه بجای عادت خوردن ناخن هاست. ساده‌ترین روش مقابله با خوردن ناخن‌ها استفاده از یک لاک ناخن مخصوص است که بسیار تلخ مزه بوده و باعث می‌شود شخص از خوردن ناخن‌هایش زده شود و به مرور تکرار این عمل را کاهش داده و به صفر برساند. همچنین رفتار درمانی نیز در درمان این عادت اشتباه کاربرد مفیدی دارد.

## شیوع
۳۰ درصد بین کودکان ۷ تا ۱۰ سال و ۴۵ درصد بین نوجوانان ۱۱ تا ۱۹ سال.